# Callistethus rachelae
Callistethus rachelae är en skalbaggsart som beskrevs av Gilbert John Arrow 1917. Callistethus rachelae ingår i släktet Callistethus och familjen Rutelidae. Inga underarter finns listade.